# ウメスターン
ウメスターン（スウェーデン語: Umestan）とは、スウェーデンのウメオにあるビジネスパークである。

## 地理
ウメスターンはウメオ中央駅から北西に約300メートルほどの場所にあり、すぐ南を鉄道のボスニア線や幹線道路の363号線（ビンデル川方面から南下）が走っている。363号線はウメスターンの東側で欧州自動車道路E04号線（シェレフテオやエルンシェルツビクなどの海岸沿いの道路）に接続し、立体交差で線路を越えて、ウメ川沿いに東進する92号線（オーセレ・ウメオ間）とも接続する。92号線はウメオとベンネスの間は欧州自動車道路E12号線（ノルウェーのモー・イ・ラーナとフィンランドのヘルシンキ間）でもあるので、この付近は2つの欧州自動車道路が合流する交通の要所になっている。ウメスターンから西側の道路や線路沿いは倉庫街であり、複数の企業が立ち並んでいる。

## 歴史

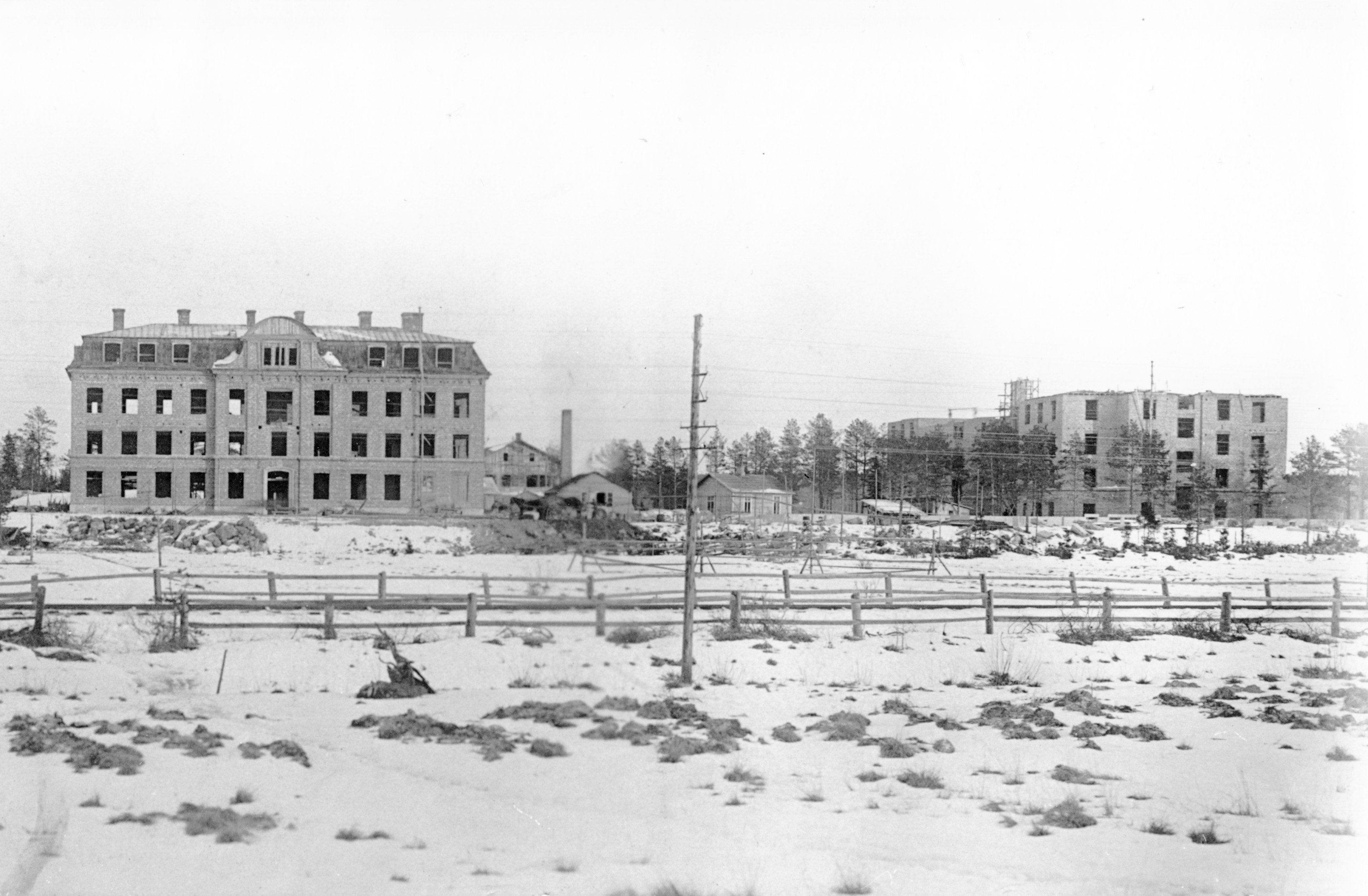
ヴェステルボッテン連隊の工事中の兵舎（1907年）

ウメスターンの場所は以前はヴェステルボッテン連隊の司令部だったが、1998年に司令部が閉鎖された際に、ウメオ・コミューンが全ての区画を買い上げて知財センターを作った。建物は軍隊の施設を転用した物だが、快適性や環境性やIT設備など現代のビジネス需要に合うように改築が施されている。ビジネスパークには40棟のビルがあり、120社が入居し、毎日3000人が来訪する。2012年にウメオ・コミューンはビジネスパークを約4億7000万スウェーデン・クローナでリールスターン社（Lersten）に売却した。